# Vasilij Stepanovič Alendeev
Vasilij Stepanovič Alendeev (in russo Василий Степанович Алендеев?; Kudesnery, 16 ottobre 1919 – Čeboksary, 15 marzo 1989) è stato un poeta, drammaturgo e romanziere sovietico di lingua ciuvascia.
Fu insignito di vari premi e riconoscimenti tra i quali l'Ordine della Guerra Patriottica.

## Opere
In ciuvascio:
- «Vĕlle hurčĕ, yltăn hurt»;
- «Viçĕ saltak»;
- «Viçĕ yvălpa viçĕ hĕr»;
- «Jămrasem çaplah kašlaççĕ»;
- «Kurăksene avsa çil vĕret»;
- «Pirĕn kil»;
- «Saltak čĕri»;
- «Sar çÿçellĕ sară tutăr»;
- «Sÿnmi çăltăr»;
- «Çĕmĕrt çeçkere»;
- «Tatah kilse kur»;
- «Tărisem çÿlte jurlaççĕ»;
- «Tărna sassi iltĕnet»;
- «Tăšman unkinče»;
- «Hvetuçça»;
- «Hĕrlĕ kĕpe»;
- «Hirte vĕršĕnsem vĕçeççĕ»;

in russo:
- «Il vento che guidava l'erba»;
- «L'odore del luppolo»;
- «Mio Buon sorbo»;
- «Fu un soldato.»;